# Challenger Britania Zavaleta 1991
Il Challenger Britania Zavaleta 1991 è stato un torneo di tennis facente parte della categoria ATP Challenger Series nell'ambito dell'ATP Challenger Series 1991. Il torneo si è giocato a Puebla in Messico dal 25 novembre al 1º dicembre 1991 su campi in cemento.

## Vincitori

### Singolare
Kent Kinnear ha battuto in finale  Luis Herrera per 6–1, 7–5.

### Doppio
Oliver Fernández /  Luis Herrera hanno battuto in finale  Doug Eisenman /  Dave Randall per 6–4, 7–6.